# Filozofia recentiorum
Filozofia recentiorum – prąd filozoficzny z I poł. XVIII wieku.
Tzw. filozofia recentiorum (z łac. odnowiona) stała na styku schyłkowej scholastyki z rozwijającymi się naukami przyrodniczymi rozwijającymi się na przełomie XVII i XVIII w. Stanowiła ona zarazem przejście do wczesnego oświecenia. Filozofia ta miała charakter eklektyczny i usiłowała godzić tradycyjną teologię i objawienie z naukami eksperymentalnymi. Wychodząc z założenia, że scholastyka nie może stawić czoła postępom deizmu i sceptycyzmu, należało więc bronić religii objawionej przez pogodzenie jej z nowoczesną wiedzą doświadczalną. Głównym jej przedstawicielem był niemiecki filozof Christian Wolff, działający na uniwersytecie w Halle.
Przenikała ona do Polski najpierw przez uczonych protestanckich z gimnazjów w Gdańsku i Toruniu, a potem przez kształcące się we Włoszech duchowieństwo katolickie. Jej czołowym przedstawicielem w I Rzeczypospolitej był Antoni Wiśniewski.